# Renew Europe/9. Legislaturperiode
Die folgende Liste enthält die Mitglieder der Fraktion Renew Europe in der 9. Legislaturperiode von 2019 bis 2024. Bei ihrer Konstituierung nach der Europawahl 2019 hatte die Fraktion 108 Mitglieder, am Ende der Legislatur 101 Abgeordnete. Während der Legislaturperiode ausgeschiedene Mitglieder sind kursiv gesetzt.

## Vorstand
Fraktionsvorsitzender war von 2021 bis 2024 der Franzose Stéphane Séjourné (La République en marche). Sein erster Stellvertreter und Whip ist der Niederländer Malik Azmani (VVD). Weitere Stellvertreter sind: Abir Al-Sahlani(Schweden), Sylvie Brunet (Frankreich), Katalin Cseh (Ungarn), Nicola Danti (Italien), Luis Garicano (Spanien), Morten Løkkegaard (Dänemark), Iskra Michailowa (Bulgarien), Frédérique Ries (Belgien) und Dragoș Tudorache (Rumänien). Kooptierte Präsidiumsmitglieder der Fraktion sind außerdem die liberalen Vizepräsidenten des EU-Parlaments Dita Charanzová und Michal Šimečka sowie die Quästorin des Parlaments Fabienne Keller.

## Mitglieder

Länder mit Abgeordneten in der RE-Fraktion in der 9. Wahlperiode

| Staat                  | Nationale Partei                               | Europäische Partei | Mandate | Mitglieder |
| ---------------------- | ---------------------------------------------- | ------------------ | --- | --- |
| Belgien                | Mouvement Réformateur                          | ALDE               | 2/21 | Olivier Chastel, Frédérique Ries |
| Belgien                | Open Vlaamse Liberalen en Democraten           | ALDE               | 2/21 | Hilde Vautmans, Guy Verhofstadt |
| Bulgarien              | Dviženie za Prava i Svobodi                    | ALDE               | 3/17 | Atidsche Aliewa-Weli, Ilchan Kjutschjuk, Iskra Michailowa |
| Dänemark               | Venstre                                        | ALDE               | 3/14 | Asger Christensen, Søren Gade (bis 14. November 2022), Morten Løkkegaard, Linea Søgaard-Lidell (1. Februar 2020 bis 14. November 2022), Bergur Løkke Rasmussen (22. November 2022 bis 12. März 2023), Erik Poulsen (seit 22. November 2022) |
| Dänemark               | Radikale Venstre                               | ALDE               | 1/14 | Morten Helveg Petersen |
| Dänemark               | Moderaterne                                    | –                  | 1/14 | Bergur Løkke Rasmussen (seit 13. März 2023) |
| Dänemark               | Unabhängige                                    | ALDE (I)           | 1/14 | Karen Melchior (bis August 2022 Radikale Venstre) |
| Deutschland            | Freie Demokratische Partei                     | ALDE               | 5/96 | Nicola Beer (bis 31. Dezember 2023), Andreas Glück, Svenja Hahn, Moritz Körner, Jan-Christoph Oetjen, Michael Kauch (seit 1. Januar 2024) |
| Deutschland            | Freie Wähler                                   | EDP                | 2/96 | Engin Eroglu, Ulrike Müller |
| Estland                | Reformierakond                                 | ALDE               | 2/7 | Andrus Ansip, Urmas Paet |
| Estland                | Keskerakond                                    | ALDE               | 1/7 | Yana Toom |
| Finnland               | Suomen Keskusta                                | ALDE               | 2/14 | Elsi Katainen, Mauri Pekkarinen |
| Finnland               | Svenska folkpartiet                            | ALDE               | 1/14 | Nils Torvalds |
| Frankreich             |                                                |                    | | |
| Renaissance            | –                                              | 7/79               | Stéphane Bijoux, Valérie Hayer, Pierre Karleskind, Stéphane Séjourné (bis 11. Januar 2024), Véronique Trillet-Lenoir († 9. August 2023), Stéphanie Yon-Courtin, Chrysoula Zacharopoulou (bis 19. Mai 2022), Ilana Cicurel (seit 1. Februar 2020), Salima Yenbou (seit Oktober 2022), Guy Lavocat (seit 12. Januar 2024) | |
| Parti radical          | ALDE                                           | 2/79               | Dominique Riquet, Catherine Amalric (seit 10. August 2023) | |
| Agir                   | –                                              | 1/79               | Fabienne Keller | |
| Horizons               | –                                              | 2/79               | Gilles Boyer, Nathalie Loiseau | |
| Mouvement démocrate    | EDP                                            | 6/79               | Sylvie Brunet, Catherine Chabaud, Laurence Farreng, Christophe Grudler, Marie-Pierre Vedrenne, Max Orville (seit 20. Mai 2022) | |
| Territoires de Progrès | –                                              | 1/79               | Irène Tolleret | |
| Écologie au centre     | –                                              | –                  | Salima Yenbou (9. März 2022 bis Oktober 2022) | |
| Unabhängige            | –                                              | 3/79               | Pascal Canfin, Jérémy Decerle, Pascal Durand (bis 29. November 2022), Bernard Guetta, | |
| Italia Viva            | EDP                                            | 1/79               | Sandro Gozi (seit 4. Februar 2020) | |
| Griechenland           | Unabhängiger                                   | –                  | 1/21 | Giorgos Kyrtsos (seit 4. Mai 2022) |
| Irland                 | Fianna Fáil                                    | ALDE               | 2/13 | Billy Kelleher, Barry Andrews (seit 1. Februar 2020) |
| Italien                |                                                |                    | | |
| Azione                 | ALDE (seit Okt. 2023)                          | 2/76               | Carlo Calenda (vom 17. November 2021 bis zum 12. Oktober 2022), Giuseppe Ferrandino (von 9. November 2022 bis 2023 Mitglied bei Azione-Italia Viva, seit 2023 Mitglied bei Azione, bis 2023 Individuelles Mitglied der EDP), Fabio Massimo Castaldo (seit 1. Februar 2024)                                              | |
| Italia Viva            | EDP                                            | 1/76               | Nicola Danti (seit 13. Februar 2020) | |
| Unabhängiger           | –                                              | 1/76               | Marco Zullo (seit 11. März 2021) | |
| Kroatien               | Istrische Demokratische Versammlung            | ALDE               | 1/12 | Valter Flego |
| Lettland               | Latvijas attīstībai                            | ALDE               | 1/8 | Ivars Ijabs |
| Litauen                | Lietuvos Respublikos liberalų sąjūdis          | ALDE               | 1/11 | Petras Auštrevičius |
| Litauen                | Darbo Partija                                  | – (ALDE bis 2021)  | – | Viktor Uspaskich (bis 20. Januar 2021) |
| Luxemburg              | Demokratesch Partei                            | ALDE               | 1/6 | Charles Goerens |
| Luxemburg              | Unabhängige                                    | ALDE (I)           | 1/6 | Monica Semedo (seit 26. Januar 2021 parteilos) |
| Niederlande            | Volkspartij voor Vrijheid en Democratie        | ALDE               | 5/29 | Malik Azmani, Jan Huitema, Caroline Nagtegaal, Liesje Schreinemacher (bis 9. Januar 2022), Bart Groothuis (seit 1. Februar 2020), Catharina Rinzema (seit 18. Januar 2022) |
| Niederlande            | Democraten 66                                  | ALDE               | 1/29 | Samira Rafaela, Sophie in ’t Veld (bis Juni 2023) |
| Niederlande            | Volt Nederland                                 | Volt               | 1/29 | Sophie in ’t Veld (ab Juni 2023) |
| Österreich             | NEOS – Das Neue Österreich und Liberales Forum | ALDE               | 1/19 | Claudia Gamon |
| Polen                  | Polska 2050 Szymona Hołowni                    | –                  | 1/52 | Róża Thun (seit 9. November 2021) |
| Rumänien               | Uniunea Salvați România                        | ALDE               | 2/33 | Vlad Botoș, Cristian Ghinea (bis 22. Dezember 2020), Nicolae Ştefănuţă (bis 9. März 2023), Clotilde Armand (bis 3. November 2020), Vlad Gheorghe (seit 10. November 2020), Dacian Cioloș (PLUS am 16. April 2021 mit USR fusioniert; bis 31. Mai 2022), Dragoș Pîslaru (PLUS am 16. April 2021 mit USR fusioniert; bis 31. Mai 2022), Ramona Strugariu (PLUS am 16. April 2021 mit USR fusioniert; bis 31. Mai 2022), Dragoș Tudorache (PLUS am 16. April 2021 mit USR fusioniert; bis 31. Mai 2022), Alin Mituța (seit 28. Dezember 2020; PLUS am 16. April 2021 mit USR fusioniert; bis 31. Mai 2022) |
| Rumänien               | Reînnoim Proiectul European al României        | –                  | 5/33 | Dacian Cioloș, Alin Mituța, Dragoș Pîslaru, Ramona Strugariu, Dragoș Tudorache (alle seit 31. Mai 2022) |
| Schweden               | Liberalerna                                    | ALDE               | 1/21 | Karin Karlsbro |
| Schweden               | Centerpartiet                                  | ALDE               | 2/21 | Abir Al-Sahlani, Fredrick Federley (bis 12. Dezember 2020), Emma Wiesner (seit 4. Februar 2021) |
| Slowakei               | Progresívne Slovensko                          | ALDE               | 2/14 | Martin Hojsík, Michal Šimečka (bis 24. Oktober 2023), Michal Wiezik (seit 8. Dezember 2021) |
| Slowakei               | Unabhängige                                    | ALDE (I)           | 1/14 | Lucia Ďuriš Nicholsonová (seit 20. Mai 2021 parteilos) |
| Slowakei               | Unabhängiger                                   | –                  | 1/14 | Jozef Mihál (seit 26. Oktober 2023) |
| Slowenien              | Lista Marjana Šarca                            | ALDE               | 2/8 | Klemen Grošelj, Irena Joveva |
| Spanien                | Ciudadanos                                     | ALDE               | 7/59 | Jordi Cañas, Maite Pagazaurtundua, Susana Solís Pérez, Soraya Rodríguez, José Ramón Bauzá, Luis Garicano (bis 1. September 2022), Adrián Vázquez Lázara (1. Februar 2020 bis 16. Juni 2024), Eva-Maria Poptcheva (seit 15. September 2022) |
| Spanien                | Unabhängiger                                   | –                  | 1/59 | Javier Nart |
| Spanien                | Partido Nacionalista Vasco                     | EDP                | 1/59 | Izaskun Bilbao |
| Tschechien             | ANO 2011                                       | ALDE               | 3/21 | Dita Charanzová (bis 28. November 2023), Martina Dlabajová (bis 28. November 2023), Martin Hlaváček, Ondřej Knotek, Ondřej Kovařík, Radka Maxová (bis 23. März 2021) |
| Tschechien             | Unabhängige                                    | –                  | 2/21 | Dita Charanzová (seit 29. November 2023), Martina Dlabajová (seit 29. November 2023) |
| Ungarn                 | Momentum-Bewegung                              | ALDE               | 2/21 | Katalin Cseh, Anna Donáth |
| Vereinigtes Königreich | Liberal Democrats                              | ALDE               | – | Catherine Bearder, Phil Bennion, Jane Brophy, Judith Bunting, Chris Davies, Dinesh Dhamija, William Newton Dunn, Barbara Gibson, Antony James Hook, Martin Horwood, Shaffaq Mohammed, Lucy Nethsingha, Luisa Manon Porritt, Sheila Ritchie, Caroline Voaden, Irina von Wiese (alle mit Ablauf des 31. Januar 2020 ausgeschieden) |
| Vereinigtes Königreich | Alliance Party of Northern Ireland             | ALDE               | – | Naomi Long (mit Ablauf des 31. Januar 2020 ausgeschieden) |
| Gesamt                 | Gesamt                                         | Gesamt             | 102/705 | |

Mitglieder der ALDE (63)
Mitglieder der EDP (11)
Mitglieder von Volt (1)
Unabhängige Fraktionsmitglieder (27)
(I) Individuelles Mitglied der Europapartei